# چیشکوو
چیشکوو (به لهستانی:  Cieszków) یک روستا در لهستان است که در گمینا چیشکوو واقع شده‌است. چیشکوو ۱٬۸۰۰ نفر جمعیت دارد.